# 理想社
理想社（りそうしゃ）は、日本における出版社の一つ。
哲学を中心とした人文系の出版社として知られる。本社所在地は千葉県松戸市。

## 概要
特に哲学関連の専門書や著作全集などの出版で名高い。他に図書館学に関するテクストでも知られる。
同社が発行する雑誌『理想』は1927年（昭和2年）から発刊されている哲学・思想系の専門誌で、日本におけるこの分野の代表的な雑誌の一つとして知られている。

## 主な出版物
- 理想
- 理想哲学選書
- 宗教思想選書